# John William Strutt
John William Strutt, derde baron van Rayleigh (Langford Grove, Maldon (Essex), 12 november 1842 – Terling Place, Witham (Essex), 30 juni 1919) was een Brits natuurkundige en Nobelprijswinnaar.

## Biografie
John William was de oudste zoon van John James Strutt, tweede baron van Rayleigh (1796-1873) en Clara Elizabeth La Touche Vicars, de oudste dochter van kapitein Richard Vicars. Hij genoot zijn opleiding aan Eton College en Harrow School die hij in 1861 afsloot. Hij studeerde wiskunde, fysica en chemie aan de universiteit van Cambridge. In 1873 overleed zijn vader, en werd John William Strutt de derde baron van Rayleigh — met de aanspreektitel Lord Rayleigh.
In 1871 huwde hij Evelyn Balfour, de zus van de later eerste minister, de Earl van Balfour, en dochter van James Maitland en Blanche Balfour. Ze kregen vier zonen: Robert John Strutt (vierde baron van Rayleigh), Arthur Chales, Julian Balfour en William Maitland. In 1879 volgde hij James Clerk Maxwell op als professor aan het Cavendish-laboratorium in Cambridge. In 1887 werd Rayleigh directeur van het Davy–Faraday Research Laboratory van de Royal Institution te Londen en in 1905 president van de Royal Society.

## Werk
Rayleigh besteedde het grootste deel van zijn tijd aan geluid en optica. In 1871 leidde hij een formule af waarin hij de relatie vastlegde tussen de golflengte van licht en de verstrooiing van dat licht door minuscule deeltjes, een verschijnsel dat nu bekend is als de Rayleighverstrooiing. Het is deze verstrooiing die verklaart waarom een onbewolkte hemel blauw kleurt.
Op het familielandgoed Terling Place (dat hij van zijn vader had geërfd) richtte hij een laboratorium in waar hij verschillende experimenten uitvoerde. Een van de eerste projecten was een studie naar diffractieroosters en hun gebruik in de spectroscopie. Later, nadat hij in 1884 was teruggetreden als hoogleraar van het Cavendish en was teruggekeerd op Terling, breidde hij zijn onderzoek uit naar andere aspecten van de wetenschap, waaronder elektromagnetisme, mechanica, hydrostatica en de thermodynamica. Een van zijn belangrijkste prestaties gedurende deze periode was de ontwikkeling van een wet die de straling van een zwart lichaam beschreef, een wet die bekendstaat als de wet van Rayleigh-Jeans.
Aan het eind van de jaren 1880 begon Rayleigh te werken aan het vraagstuk waar hij het meest bekend mee is geworden: de ontdekking van het edelgas argon. In navolging van Henry Cavendish had Rayleigh ontdekt dat de dichtheid van stikstof volkomen verschilde wanneer het afkomstig was van lucht of van een stikstofverbinding. Uit een luchtmonster verwijderde Rayleigh alle zuurstof en stikstof door het verbranden van magnesium (die met beide gassen reageert) waarbij er een kleine hoeveelheid onbekend gas overbleef. Niet geheel zeker hoe deze puzzel op te lossen schreef Rayleigh in 1892 een notitie aan Nature waarin hij vroeg om ideeën.
Het antwoord kwam van William Ramsay, die rond dezelfde tijd aan hetzelfde probleem werkte. Via spectroscopische analyse ontdekten ze dat de kleine bubbel bestond uit een tot dan toe onbekend inert gas, dat ze de naam argon (Ar) gaven – van het Griekse argos, dat 'inactief' betekent. Op 31 januari 1895 publiceerden Rayleigh en Ramsay een gezamenlijk artikel in Philosophical Transactions of the Royal Society waarin ze ontdekking van argon bekendmaakten. Tien jaar later, in 1904, ontving Rayleigh de Nobelprijs voor de Natuurkunde en Ramsay de Nobelprijs voor de Scheikunde voor deze ontdekking.
Met zijn boek Theory of Sound (1877-1878) heeft hij een van de basiswerken voor de akoestiek geschreven. De eenheid van akoestische impedantie rayl is naar hem genoemd.
In 1890 slaagde hij erin door verstrooiing een grootteorde voor de diameter van een molecuul te bepalen (10−10 m).

## Erkenning
Hij werd onderscheiden met de Copley Medal (1899), de Royal Medal (1882) en in 1914 zowel de Rumford Medal van de Royal Society als de Elliott Cresson Medal van het Franklin Institute. In 1894 ontving hij de Matteucci Medal en in 1904 kreeg Rayleigh de Nobelprijs doordat hij de dichtheid van de belangrijkste gassen had bepaald en voor zijn ontdekking van het edelgas argon. Dit onderzoek voerde hij uit samen met zijn collega William Ramsay, die datzelfde jaar de Nobelprijs voor de Scheikunde kreeg.
Rayleigh werd bijgezet in de Westminster Abbey in Londen.